# Endre Dénes
Endre Dénes (álneve műfordítóként: Félegyházy Endre, néha Félegyházi Endre, szignója: (dred); Kiskunfélegyháza, 1884. június 16. – Budapest, Józsefváros, 1951. június 12.) MÁV-titkár, újságíró, műfordító.

## Élete
Szülei Félegyházi Endre László és Szedresy (Szedressi) Mária. A budapesti VIII. kerületi állami gimnáziumban érettségizett. Ezután állam- és jogtudományi tanulmányokat folytatott, és 1906-ban szerezte meg doktorátusát, majd 1908-ban végezte el a keleti akadémiát is. Ezt követően a MÁV-nál helyezkedett el fogalmazóként. Az első világháború alatt katonai szolgálatot teljesített. Leszerelése után mint MÁV-titkár nyugdíjaztatta magát, és újságíróként kezdett dolgozni. Ennek előzménye, hogy 1900 és 1914 között már dolgozott riporterként a Magyarország című lapnál.
1922 és 1925 között A Nép című lap külügyi rovatvezetője és a Szózat riportereként dolgozott, majd 1925 és 1927 között a Nemzeti Újságot tudósította Párizsból. 1927-től volt a Palladis Rt.  kiadóvállalat lektora. Ettől kezdve számos regényt fordított a kiadó számára. 1936-tól használta fordítóként a Félegyházy Endre álnevet, amikor más kiadók számára is kezdett fordítani. 1928-ban néhány hónapig a Főváros című lap szerkesztője volt.
Sokat utazott, tartózkodott külföldön. Bejárta Angliát, Franciaországot, Görögországot, Németországot, Olaszországot, Bulgáriát és Romániát. Három-három évet élt Isztambulban és Párizsban, egy évet Milánóban, ahonnan a Nemzeti Újságon kívül A Nép, a Pesti Hírlap és a Szózat című lapokat tudósította. 1939-től volt a Nemzeti Újság hírrovatának vezetője.
Halálát léprák, szívgyengeség okozta.

## Műfordításai
Dr. Endre Dénes néven:
- (David Friedrich Strauss) Strauss Frigyes: Dsiggi-dsiggi – Parcus Leó kalandjai a boliviai őserdőkben, Dabubia kiadó, Budapest–Wien, 1926[3]
- Ponson du Terrail: Egy király ifjúsága I. – A szép aranyművesné, Palladis, Budapest, 1928; Kalandos Regények 1., 1932
- Ponson du Terrail: Egy király ifjúsága II. – A navarrai herceg szerelmei, Palladis, Budapest, 1928; Kalandos Regények 2., 1932
- Ponson du Terrail: Egy király ifjúsága III. – A flórenci méregkeverő, Palladis, Budapest, 1928; Kalandos Regények 3., 1932
- Ponson du Terrail: A két Henrik harca I. – A négy alsó szövetsége, Palladis, Budapest, 1928; Kalandos Regények 4., 1932
- Ponson du Terrail: A két Henrik harca II. – A meudoni fehér ház, Palladis, Budapest, 1928; Kalandos Regények 5., 1933
- Ponson du Terrail: A két Henrik harca III. – A Szent-Bertalan-éj, Palladis, Budapest, 1928; Kalandos Regények 6., 1933
- Ponson du Terrail: A Valois család tragédiája I. – Montpensier hercegnő, Palladis, Budapest, 1928; Kalandos Regények 7., 1933
- Ponson du Terrail: A Valois család tragédiája II. – A király-gyilkosság, Palladis, Budapest, 1928; Kalandos Regények 8., 1933
- Edgar Wallace: A fekete kísértet (The Black Abbott), Wallace Edgar művei, Palladis, Budapest, 1930[4]
- Percival C. Wren: Pokol a Szaharában, Palladis, Budapest, 1929
- gr. Luckner Félix: A tenger ördöge, Pengős regények, Palladis, Budapest, 1930
- James Oliver Curwood: Hajsza a hómezőkön, 1 pengős regények 27., Palladis, Budapest, 1931
- (Frederick Schiller Faust) Max Brand: Vágtató bosszú (Trailin’!, 1919), 1 pengős regények 62., Pallas Nyomda, Budapest, 1933
- Sophie Kerr: Az utolsó fillérig, 1 pengős regények 67., Palladis, Budapest, 1934
- Robert W. Chambers: A titkos „13-as”,[5] 1 pengős regények 76., Palladis, Budapest, 1934
- P. C. Wren: A fekete szirén, 1 pengős regények 81., Palladis, Budapest, 1935; Totem, Budapest, 1994, ISBN 9637888527; Digi-Book Magyarország, Budapest, 2017, ISBN 9789634740209, Dr. Endre Dénes
- Roy Vickers: Riadalom az esküvőn, Félpengős regények 74., Palladis, Budapest, 1935
- (William MacLeod Raine) W. Macleod Raine:[6] A sheriff fia, Félpengős regények 81., Palladis, Budapest, 1935
- Edgar Wallace: A megriadt hölgy esete, Félpengős regények 83., Palladis, Budapest, 1935; Kék Könyvek, ?, Budapest, 1989, ISBN 9632340868

Félegyházy Endre álnéven:
- Herbert Rittlinger: Kajakosok – előre! – Utazás gumisajkán a Kárpátokból a vad Kurdisztánba, Világjárók – Utazások és kalandok sorozat, Franklin-Társulat, Budapest, 1935[7]
- Arthur Applin: Szerelem tüzön-vízen át, Milliók könyve 414., Singer és Wolfner Irodalmi Intézet Rt., Budapest, 1936
- Roy Vickers: Ide a gyémántokkal! (Hide those diamonds, 1935), Félpengős regények 116., Palladis, Budapest, 1937; InfoGroup, Budapest, 1992, ISBN 9638410000
- Hugh Clevely: Mr. Munt intézkedik…, Félpengős regények 120., Palladis, Budapest, 1937
- (Frederick Schiller Faust) George Owen Baxter: A repülő táltos (Brother of the cheyennes), Félpengős regények 124., Palladis, Budapest, 1937, fordította: Félegyházi Endre
- Joan Blair: Lothian doktor tévedése, Félpengős regények 135., Palladis, Budapest, 1937
- T. Arthur Plummer: Árnyak a ködben, Félpengős regények 140., Palladis, Budapest, 1938
- (William MacLeod Raine) W. Macleod Raine:[6] A kiközösített, Félpengős regények 150., Palladis, Budapest, 1938
- (Vingie Eve Roe) Vingie E. Roe: Az igazi férfi, Félpengős regények 153., Palladis, Budapest, 1938
- (John Victor Turner)??? David Hume: Akik már nem beszélnek…, Félpengős regények 163., Palladis, Budapest, 1939
- Emilio Salgari: A bermudai kalózok (I corsari delle Bermude, 1909), Palladis, Budapest, 1939; Totem, Budapest, 1992, ISBN 9637888004; Hermész Média, Budapest, 2015, ISBN 9786155605024; E-könyv: Digi-Book Kiadó, 2013; valamennyi kiadás Félegyházi Endre fordítása alapján
- Emilio Salgari: A kalózbáró diadala (La crociera della Tuonante, 1910), Palladis, Budapest, 1939; Totem, Budapest, 1994, ISBN 9637888519; E-könyv: Digi-Book Kiadó, 2013; ezek a kiadások Félegyházi Endre fordítása alapján történtek (a Hermész Média 2015-ös ISBN 9786155549854 kiadását Zigány Árpád fordította)
- G. Davison: Aki halálra keresi önmagát, 1 pengős regények 137., Palladis, Budapest, 1939
- W. C. Tuttle: A texasi varázsló, Félpengős regények 179., Palladis, Budapest, 1939
- George B. Rodney: A kölyök hazatér, 1 pengős regények 189., Palladis, Budapest, 1940
- Erle Stanley Gardner: Az áruló kör (The D.A. Draws a Circle, 1939) 1 pengős regények 146., Palladis, Budapest, 1940
- Mabel Seeley: Sikoltás az éjszakában, 1 pengős regények 150., Palladis, Budapest, 1940
- Gary Marshall: Az Ördögforrás kincse, Félpengős regények 206., Palladis, Budapest, 1940
- Augusto de Angelis: Riadalom a filmvárosban, Félpengős regények, Palladis, 1941; Hermész Média, Budapest, 2015, ISBN 9786155549922
- (Frederick Schiller Faust) Max Brand: Ketten a viharban,[8] Félpengős regények, Palladis, Budapest, 1941
- Emilio Salgari: Maláj kalózok, Palladis, Budapest, 1942
- Emilio Salgari: Zivatar kapitány (Capitan Tempesta), Palladis, Budapest, 1942[9]